# José Santamaría
Artikeln följer den spanska namnseden; faderns efternamn är Santamaría och moderns efternamn Iglesias.
José Emilio Santamaría Iglesias (född 31 juli 1929) är en före detta professionell fotbollsspelare (mittback/defensiv mittfältare) från Uruguay. Santamaría spelade landskamper för både Uruguay och Spanien och anses av många vara en av de främsta försvarsspelarna genom tiderna. I slutet av 1950- och början av 1960-talet var han en av nyckelspelarna i Real Madrids legendariska lag som vann Europacupen för mästarlag (föregångaren till Champions League) fem år i rad 1956–1960.
Santamaría inledde karriären i Club Nacional de Football och togs ut i VM-truppen 1950. Klubben vägrade emellertid att släppa honom till VM. Santamaría blev därmed aldrig världsmästare när Uruguay sensationellt vann sitt andra VM-guld. I 1954 års lag var han emellertid given där Uruguay blev utslagna av Ungern i semifinal.
År 1957 köpte Real Madrid Santamaría där han blev lagkamrat med bland andra Alfredo Di Stéfano, Ferenc Puskás, Raymond Kopa och Hector Rial. Han stannade i Real Madrid fram till 1964 och vann bland annat Europacupen tre gånger och spanska ligan fem gånger. Under tiden blev han spansk medborgare och deltog i VM 1962. Efter avslutad karriär blev han tränare och var bland annat förbundskapten för Spanien i VM 1982 som spelades i Spanien.

## Meriter
Nacional
- Ligamästare 1950, 1952, 1955, 1956, 1957

Real Madrid
- Euroacupsegrare 1958, 1959, 1960 (finalist 1962, 1964)
- Intercontinentalcupen 1960
- Ligamästare 1958, 1961, 1962, 1963, 1964
- Cupmästare 1962

Uruguay
- 20 landskamper 1952-1957

Spanien
- 16 landskamper 1958-1962